# MMOFPS
MMOFPS、Massively Multiplayer Online First-Person Shooter（マッシヴリィマルチプレイヤーオンライン・ファーストパーソンシューター）は、インターネット上の多数のユーザーを同時に接続するファーストパーソン・シューティングゲーム (FPS) を指す用語。オンラインゲームにおけるジャンルの1つであり、MMOFPRPSG (Massively Multiplayer Online First Person Role Playing Shooter Game) と称されることもある。

## 概要
既存のオンライン接続機能やマルチプレイ対戦が可能な FPS ゲームは、ローカルあるいはインターネットなどからアクセス可能なサーバーを複数立ち上げ、それらにそれぞれ数人から数十人がアクセスしてゲームをプレイするものであった。これらのタイプのオンラインゲームは連続性が確保されないものが多く、一度のゲームラウンドが数分から長くて数時間程度で終了すると、次のラウンドが開始されるか、あるいはサーバーが閉じてしまう（終了してしまう）ものがほとんどである。1つの小さな戦術的勝敗の結果が戦局全体へ（視覚的に）与える影響などを描写するゲームデザインにはされておらず、たとえば「32人が集まってゲームを行い1時間程度で勝敗が決まると再び新しいゲームがクリアされた状態で始まる」といったものになっていた。各サーバーのゲームは「ルーム」として互いに完結しており、あるルームの勝敗やプレイヤーの行動が他のルームに影響をあたえることはなかった。
これに対し MMOFPS の特徴は、単一の、そして比較的大きなゲーム空間へ何千というプレイヤーを同時に接続させることである。全てのプレイヤーから見えるゲーム世界は完全に連動した仮想空間となり、ある程度の連続性が確保されるようになった。各プレイヤーが各々に行った行為の全てが（戦局など）ゲーム全体にかかわる個々の要素に反映され、従来のオンラインゲームでは作れなかった「大人数が参加する戦場」を実現している。またゲームの勝敗がつくまでのスパンが数日から数ヶ月に及ぶことも珍しくなく、今日接続したプレイヤーは翌日にログインしても同じラウンドのゲームをプレイできるようになった。
MMOFPS の具体的な例としては2001年に開始された "World War II Online" や2003年の "PlanetSide" が挙げられる。また日本における事例としては2004年に開始された "JUNKMETAL" が挙げられるが、このゲームは2005年9月をもって全サービスを終了している。
多数のプレイヤーを同時に接続させることに伴う技術的な問題を解決できなかったことにより、当初 MMOFPS はなかなか開発されなかった。まず、MMOFPS で快適なプレイを実現するためには同じオンラインゲームである MMORPG が要求するものよりもより多くのコンピュータリソースを必要とした。また MMOFPS の開発者が憂慮しなければならなかった点として、サーバーとプレイヤーとの物理的な距離が離れてしまうことにより他のゲームよりもラグについてシビアな問題を抱えることが挙げられる。これは多数のプレイヤーの情報を同時に管理する特性上、サーバーが1箇所に集中的に設置されたためである。
他の MMO ゲームと同様、ほとんどの MMOFPS ゲームを遊ぶためには月々の利用料を支払う必要がある。これはサーバーのメンテナンスや、帯域の使用料、また"未だに続けられている"開発チームよるゲームのアップデートやバグの除去などのために費用がかかるためである。しかし、いくつかの無料の MMOFPS も存在しており、これらは一部のプレイヤーが高価なサーバーを複数稼動させることによって維持されている。

## 代表的な MMOFPS の例
- MASSIVE ACTION GAME
- World War II Online
- PlanetSide
- PlanetSide2
- Neocron
- Huxley
- JUNKMETAL
- DUST514
- Destiny
- Destiny 2